# Landesliga Niedersachsen 1967/68
Die Saison 1967/68 der Landesliga Niedersachsen war die 19. Saison der höchsten niedersächsischen Amateurliga im Fußball. Sie war die vierte unter der Bezeichnung Landesliga und nahm damals die dritthöchste Ebene im deutschen Ligensystem ein. Meister wurden der SV Meppen. An der Aufstiegsrunde zur Regionalliga Nord nahmen neben Meppen der VfV Hildesheim und der TuS Celle teil. Dabei konnte sich der TuS Celle durchsetzen und stieg in die Regionalliga auf.
In die Verbandsliga mussten Wilhelmshaven 05 und die Amateure des VfL Osnabrück absteigen. Dafür stiegen aus der Verbandsliga der OSV Hannover und Teutonia Uelzen auf. 

## Tabelle
| Pl.               | Verein                     | Sp. | S  | U  | N  | Tore    | Quote | Punkte |
| ----------------- | -------------------------- | --- | -- | -- | -- | ------- | ----- | ------ |
| 1.                | SV Meppen                  | 30  | 16 | 8  | 6  | 062:440 | 1,41  | 40:20  |
| 2.                | VfV Hildesheim (A)         | 30  | 17 | 5  | 8  | 053:350 | 1,51  | 39:21  |
| 3.                | SV Arminia Hannover Am.    | 30  | 13 | 11 | 6  | 064:370 | 1,73  | 37:23  |
| 4.                | TuS Celle                  | 30  | 15 | 6  | 9  | 048:380 | 1,26  | 36:24  |
| 5.                | TSR Olympia Wilhelmshaven  | 30  | 14 | 7  | 9  | 043:310 | 1,39  | 35:25  |
| 6.                | Eintracht Braunschweig Am. | 30  | 14 | 7  | 9  | 058:430 | 1,35  | 35:25  |
| 7.                | Hannover 96 Am. (M)        | 30  | 12 | 10 | 8  | 056:380 | 1,47  | 34:26  |
| 8.                | Leu Braunschweig           | 30  | 13 | 8  | 9  | 058:460 | 1,26  | 34:26  |
| 9.                | Eintracht Nordhorn         | 30  | 10 | 10 | 10 | 039:530 | 0,74  | 30:30  |
| 10.               | SuS Northeim               | 30  | 9  | 10 | 11 | 049:560 | 0,88  | 28:32  |
| 11.               | 1. FC Wolfsburg            | 30  | 11 | 5  | 14 | 039:400 | 0,98  | 27:33  |
| 12.               | VfB Peine                  | 30  | 10 | 6  | 14 | 049:700 | 0,70  | 26:34  |
| 13.               | Niedersachsen Döhren (N)   | 30  | 7  | 9  | 14 | 036:500 | 0,72  | 23:37  |
| 14.               | Tuspo Holzminden           | 30  | 6  | 9  | 15 | 026:590 | 0,44  | 21:39  |
| 15.               | Wilhelmshaven 05           | 30  | 3  | 12 | 15 | 035:470 | 0,74  | 18:42  |
| 16.               | VfL Osnabrück Am. (N)      | 30  | 4  | 9  | 17 | 030:580 | 0,52  | 17:43  |
| Stand: Saisonende |                            |     |    |    |    |         |       |        |

| (M) | Titelverteidiger                                      |
| (A) | Absteiger aus der Regionalliga Nord 1966/67           |
| (N) | Aufsteiger aus der Verbandsliga Niedersachsen 1966/67 |

## Aufstiegsrunde zur Landesliga
Die vier Meister der Verbandsligen ermittelten im Ligasystem zwei Aufsteiger in die Landesliga.
| Pl.               | Verein                                                     | Sp. | S | U | N | Tore    | Quote | Punkte |
| ----------------- | ---------------------------------------------------------- | --- | - | - | - | ------- | ----- | ------ |
| 1.                | OSV Hannover (Meister der Verbandsliga Süd)                | 6   | 2 | 3 | 1 | 011:900 | 1,22  | 07:50  |
| 2.                | Teutonia Uelzen (Meister der Verbandsliga Ost)             | 6   | 2 | 3 | 1 | 009:800 | 1,13  | 07:50  |
| 3.                | Viktoria Georgsmarienhütte (Meister der Verbandsliga West) | 6   | 1 | 4 | 1 | 012:110 | 1,09  | 06:60  |
| 4.                | VfL Oldenburg (Meister der Verbandsliga Nord)              | 6   | 1 | 2 | 3 | 007:110 | 0,64  | 04:80  |
| Stand: Saisonende |                                                            |     |   |   |   |         |       |        |